# Mit Fried und Freud ich fahr dahin, BWV 125

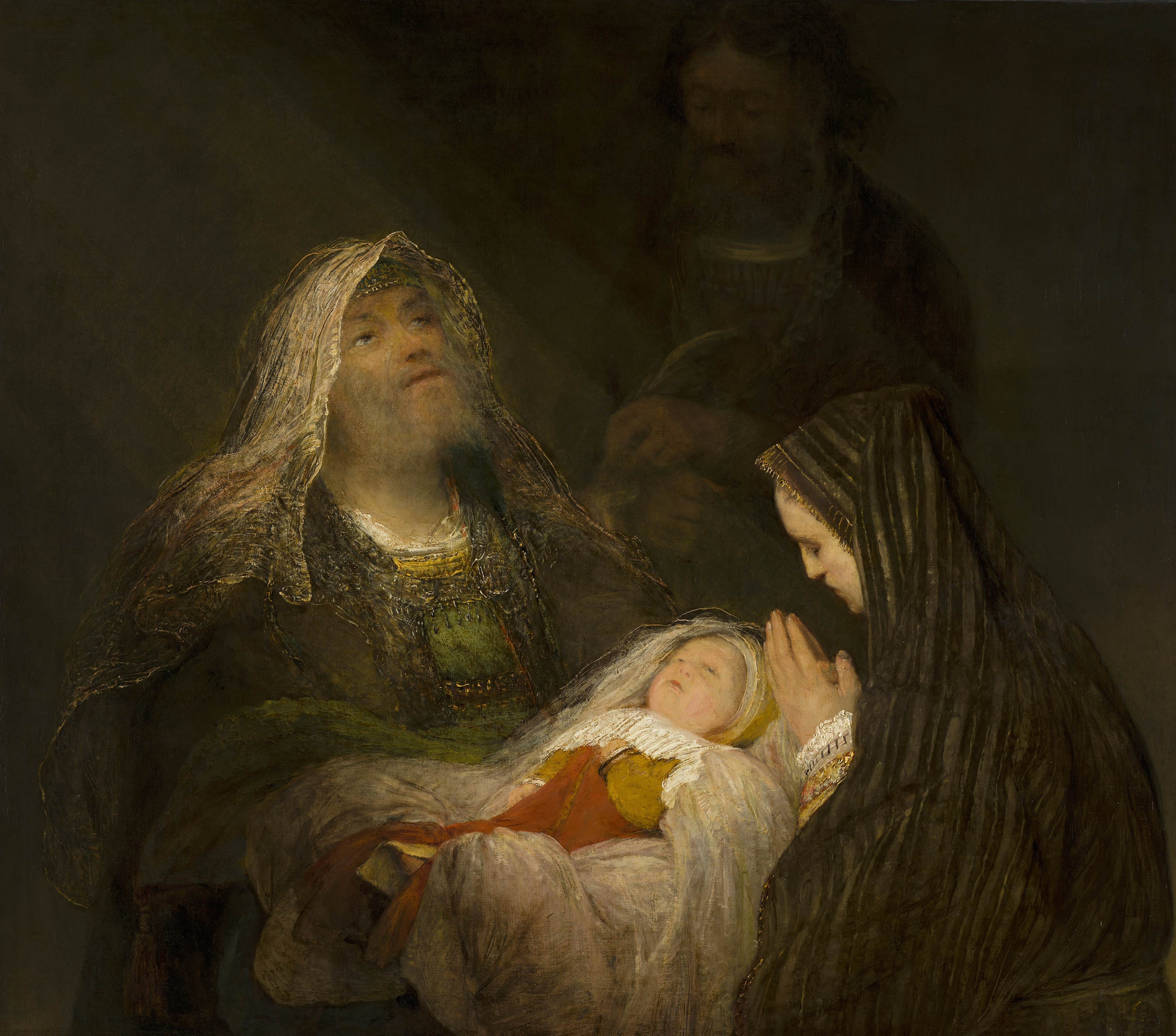
Simeons Lobgesang von Aert de Gelder, um 1700–1710

Mit Fried und Freud ich fahr dahin (BWV 125) ist eine Kirchenkantate von Johann Sebastian Bach. Er komponierte die Choralkantate in Leipzig für das Fest Mariä Reinigung auf das Kirchenlied Mit Fried und Freud ich fahr dahin von Martin Luther und führte sie am 2. Februar 1725 erstmals auf.

## Geschichte und Worte
Bach schrieb die Choralkantate in Leipzig für das Fest Mariä Reinigung (Darstellung des Herrn), das am 2. Februar begangen wird. In seinem ersten Jahr in Leipzig hatte er zu diesem Anlass Erfreute Zeit im neuen Bunde komponiert. Die Kantate gehört zu seinem zweiten Kantatenzyklus. Die vorgeschriebenen Lesungen waren Mal 3,1–4 , „Der Herr wird in seinen Tempel kommen“, und Lk 2,22–32 , die Darstellung des Herrn. Das Evangelium erwähnt kurz die Reinigung Marias und geht ausführlich auf Simeon ein, dem prophezeit wurde, er werde nicht sterben, bevor er den Messias gesehen habe. Sein Lobgesang Nunc dimittis („Herr, nun lässest du deinen Diener in Friede fahren“) ist fester Bestandteil der Komplet und des anglikanischen Evensong. Luthers Kirchenlied in vier Strophen ist eine Umdichtung dieses Lobgesangs, der erstmals 1524 veröffentlicht wurde. Luther formte jeden Vers des Bibeltextes zu einer Strophe um. Ein unbekannter Textdichter behielt die erste und die letzte Strophe im Wortlaut bei und dichtete die Binnenstrophen zu vier Sätzen um. Satz 2 geht von Luthers zweiter Strophe aus und betrachtete Simeons Sicht als beispielhaft für den Blick auf den eigenen Tod. Satz 3 kommentiert den vollständigen Text der 2. Strophe durch eingeschobene Rezitative. Die Anspielung auf das „Licht für die Heiden“ aus der Lesung und dem Lied wird im Zusammenhang gesehen zu „Wer da glaubt und getauft wird, der wird selig werden“ (Mk 16,16 ). Die Sätze 4 und 5 sind aus der dritten Strophe entwickelt und in Beziehung gesetzt zu der Lehre des Paulus, „Den hat Gott für den Glauben hingestellt als Sühne in seinem Blut zum Erweis seiner Gerechtigkeit“ (Röm 3,25 ), wodurch die lutherische Überzeugung von der Rechtfertigung „allein durch die Gnade, allein durch den Glauben, allein durch Christus“ noch deutlicher betont wird als bereits in Luthers Lied.
Bach führte die Kantate am 2. Februar 1725 erstmals auf.

## Besetzung und Aufbau
Die Kantate ist besetzt mit drei Vokalsolisten (Alt, Tenor und Bass), vierstimmigem Chor, Horn, Flauto traverso, Oboe, Oboe d’amore, zwei Violinen, Viola und Basso continuo.
1. Coro: Mit Fried und Freud ich fahr dahin
2. Aria (Alt): Ich will auch mit gebrochnen Augen
3. Recitativo e chorale (Bass): O Wunder, daß ein Herz – Das macht Christus, wahr' Gottes Sohn
4. Aria (Tenor, Bass): Ein unbegreiflich Licht
5. Recitativo (Alt): O unerschöpfter Schatz der Güte
6. Choral: Er ist das Heil und selig Licht

## Musik
Der Eingangschor beginnt mit einem Ritornello, in dem Flöte und Oboe mit den Streichern konzertieren. Ein Motiv in triolischer Bewegung steigt eine Quinte aufwärts, entsprechend dem ersten Intervall der phrygischen Choralmelodie. Der Sopran singt den cantus firmus in langen Noten. Die Unterstimmen nehmen an der Motivik der Instrumente teil in den Zeilen 1, 2, 3 und 5, aber die Zeilen 4 und 6 sind anders behandelt. In Übereinstimmung mit dem Text, „sanft und stille“ und „der Tod ist mein Schlaf worden“, sind sie leise (piano), homophon, chromatisch, und sie modulieren in entlegene Tonarten.
Die Alt-Arie ist reich verziert und wird von Flöte und Oboe d’amore begleitet, über wiederholten gleichen Akkorden im Continuo, die „legato“ bezeichnet sind. Die Phrase „gebrochene Augen“ ist in einer gebrochenen vokalen Linie dargestellt. Im Bass-Rezitativ mit Choral erscheint die Choralmelodie unverziert bis auf die letzte Zeile, „im Tod und auch im Sterben“, die um zwei Takte erweitert ist und durch chromatische Färbung und reiche Verzierung hervorgehoben ist. Die Elemente Rezitativ und Choral sind verbunden durch ein Streichermotiv, das den ganzen Satz durchzieht und von Alfred Dürr „Freudenmotiv“ genannt wurde. Der Schlusschoral ist ein schlichter vierstimmiger Satz.
Julian Mincham sieht Gemeinsamkeiten zwischen dem Eingangschor der Kantate und dem der später komponierten Matthäus-Passion. Beide weisen ähnliche Motive in Gruppen von drei Achteln auf und haben dichten Kontrapunkt und die Tonart e-Moll gemeinsam. In dieser Tonart setzte Bach auch das Crucifixus seiner h-Moll-Messe, das er aus der 1714 in Weimar komponierten Kantate Weinen, Klagen, Sorgen, Zagen entwickelte.

## Einspielungen
- Die Bach-Kantate Vol. 25. Helmuth Rilling, Figuralchor der Gedächtniskirche Stuttgart, Bach-Collegium Stuttgart, Marga Höffgen, Kurt Equiluz, Wolfgang Schöne. Hänssler, 1984.
- J. S. Bach: Das Kantatenwerk – Sacred Cantatas Vol. 7. Nikolaus Harnoncourt, Tölzer Knabenchor, Concentus Musicus Wien, Paul Esswood, Kurt Equiluz, Thomas Thomaschke. Teldec, 1982.
- J. S. Bach: „Mit Fried und Freud“. Philippe Herreweghe, Collegium Vocale Gent, Ingeborg Danz, Mark Padmore, Peter Kooij. Harmonia Mundi France, 1998.
- Bach Edition Vol. 14 – Cantatas Vol. 7. Pieter Jan Leusink, Holland Boys Choir, Netherlands Bach Collegium, Sytse Buwalda, Nico van der Meel, Bas Ramselaar. Brilliant Classics, 2000.
- J. S. Bach: Cantatas for the Feast of Purification of Mary. John Eliot Gardiner, Monteverdi Choir, English Baroque Soloists, Robin Tyson, Paul Agnew, Peter Harvey. Archiv Produktion, 2000.
- J. S. Bach: Complete Cantatas Vol. 14. Ton Koopman, Amsterdam Baroque Orchestra & Choir, Bogna Bartosz, Jörg Dürmüller, Klaus Mertens. Antoine Marchand, 2001.
- J. S. Bach: Cantatas Vol. 32 – BWV 111, 123, 124, 125. Masaaki Suzuki, Bach Collegium Japan, Robin Blaze, Andreas Weller, Peter Kooij. BIS, 2005.
- Mit Fried und Freud ich fahr dahin. Rudolf Lutz, Chor und Orchester der J. S. Bach-Stiftung, Alex Potter, Andreas Post, Markus Volpert. Martin Meyer (Reflexion). DVD. Gallus-Media, 2008. Online